# Philip Farkas
Philip Farkas (Chicago, 1914. március 5. – Bloomington, 1992. december 21.) magyar származású amerikai kürtművész és pedagógus.

## Élete
Philip Farkas 1914-ben született Chicagóban, és ott végezte tanulmányait a városi iskolában. Először akkor került kapcsolatba a rézfúvós hangszerekkel, mikor a cserkészcsapatban jelzőkürtön kezdett el játszani. Ezután a középiskolában két évig basszustubán tanult. A villamosvezető azonban nem engedte felszállni járművére, így áttért a vadászkürtre. Nemcsak azért, mert könnyebb volt szállítani, hanem azért is, mert első perctől fogva vonzalmat érzett e hangszer iránt. Ez a vonzalom nem változott az évek folyamán: a játék közben fellépő nehézségek és akadályok, amelyeket le kellett küzdenie, még csak fokozták hivatásérzetét, és állandóan ösztönözték, mint egy szenvedélyesen űzött hobbi.
Luis Dufrasne-nál, a hírneves kürtművésznél és tanárnál tanult hat évig, ezután a Chicagói Városi zenekar tagja lett. Ez a zenekar a Chicagói Szimfonikus Zenekar gyakorló iskolája azok számára, akik zenekari tagok akarnak lenni. Eric Delamarternek, a Chicagói Szimfonikus Zenekar tehetséges másodkarnagyának vezetésével Farkas itt három évig tanult, majd az újonnan szervezett Kansas City Filharmonikus Zenekarának első kürtöse lett Karl Krueger vezetése alatt. Itt sok tapasztalatot szerzett, ennek eredményeképpen 1937-ben felveszik első kürtösnek a Chicagói Szimfonikus Zenekarba, amelynek karnagya Frederick Stock. 1941-től a Clevelandi Zenekar szólókürtöse Artur Rodzinski vezetésével. 1945-ben Serge Koussevitzky meghívja a Bostoni Szimfonikus Zenekarba első kürtösnek, váltótársa Willem Valkenier. Amikor Széll György lesz a clevelandiek vezető karnagya, visszahívja Farkast szólamvezetőnek. 1947-ben Artur Rodzinski kerül a Chicagói Szimfonikus Zenekar élére, Farkas ekkor ismét szülővárosa zenekarához szegődik. 1960-tól az Indiana University professzora. 1992-ben hunyt el.

## Célkitűzései
Zenekari karrierje mellett mindig sok időt fordított a vadászkürt oktatására és a hangszerrel kapcsolatos előadásokra is a Kansas City Conservatory, a Chicago Musical College, a Cleveland Institute of Music, a DePaul University, a Roosevelt University tanáraként, az Aspen Fesztiválon és természetesen az Indiana Universityn.
Farkas a következőket állítja: ,,Rézfúvós oktatói minősítésem nem jelenti azt, hogy növendék koromban tökéletesen kialakult ansatz-cal indultam. Éppen ellenkezőleg, az átlagosnál több ansatz-hibát és rossz beidegzést kellett kijavítanom. E problémák megoldásának köszönhetem, hogy mások hibáit is könnyebben tudtam korrigálni, mintha természettől fogva hibátlan, de kielemezetlen ansatz-cal rendelkeztem volna. A tanítás tapasztalatai kifejlesztették bennem azt az érzéket, amellyel mások ansatz-problémáit orvosolni tudom. Miután a nagy szimfonikus zenekarok vezető fúvósai nagyon magas összeget kérnek egy-egy óráért, a növendékek nem szívesen tanulnak ezeknél a művészeknél, és csak akkor fordulnak hozzájuk segítségért, ha fúvási problémáikat önmaguk nem tudják megoldani. Ezért e tanárok növendékei többnyire reménytelennek látszó nehézségekkel küzdenek. Nekem is számtalan ilyen növendékem volt, s bár az első kísérletek gyakran kudarchoz vezettek, lassanként kialakult egy olyan járható út, amellyel az ansatz-problémák távolabbi és bonyolultabb okait is megtaláltuk. Valamennyi hibának van logikus javítási lehetősége.”

## Művei
Összesen négy könyve jelent meg, ebből egy magyarul is a Zeneműkiadónál.
- Farkas, Philip: A rézfúvósjáték művészete
- Farkas, Philip: A Photographic Study of 40 Virtuoso Horn Players' Embouchures
- Farkas, Philip: The Art of French Horn Playing: A Treatise on the Problems and Techniques of French Horn Playing
- Farkas, Philip: The Art of Musicianship: A Treatise on the Skills, Knowledge, and Sensitivity Needed by the Mature Musician to Perform in an Artistic and Professional Manner